# IC 561
IC 561 је спирална галаксија у сазвјежђу Секстант која се налази на листи објеката дубоког неба у Индекс каталогу.
Деклинација објекта је + 3° 8' 42" а ректасцензија 9h 45m 58,9s. Привидна величина (магнитуда) објекта IC 561 износи 14,6 а фотографска магнитуда 15,6. IC 561 је још познат и под ознакама MCG 1-25-19, CGCG 35-49, PGC 28002.